# Mauro Fraresso
Mauro Fraresso (né le 13 janvier 1993 à Castelfranco Veneto) est un athlète italien, spécialiste du lancer de javelot.
Il porte son record personnel à 78,28 m à Rome le 8 juin 2017 avant de remporter le titre national à Trieste en juillet 2017, puis de confirmer ce titre à Pescara en septembre 2018.
Le 24 février 2019, il réalise 81,79 m, la 2e meilleure marque italienne, juste après le record national de Carlo Sonego.